# Longueville-sur-Scie
Longueville-sur-Scie is een gemeente in het Franse departement Seine-Maritime in de regio Normandië en telt 936 inwoners (1999). De plaats maakt deel uit van het arrondissement Dieppe.

## Geografie
De oppervlakte van Longueville-sur-Scie bedraagt 4,0 km², de bevolkingsdichtheid is 234,0 inwoners per km².

## Verkeer en vervoer
In de gemeente ligt spoorwegstation Longueville-sur-Scie.
De onderstaande kaart toont de ligging van Longueville-sur-Scie met de belangrijkste infrastructuur en aangrenzende gemeenten.

## Demografie
Onderstaande figuur toont het verloop van het inwonertal (bron: INSEE-tellingen).